# Christine Kramer
Christine Barbara Kramer (* 1954 in Wolfsburg) ist eine deutsche Juristin. Sie war Staatsrätin (CDU) der Freien Hansestadt Bremen.

## Biografie
Kramer studierte Rechtswissenschaften. Sie war seit 1990 beim Bundesministerium für Verkehr in Berlin/Bonn beschäftigt. Seit 1991 war sie an verantwortlicher Stelle im Bereich Verkehr tätig. Von 1995 bis 2004 leitete sie als Ministerialrätin dort das Referat Ordnung des Straßenverkehrs.
Von 2004 bis 2007 war sie Staatsrätin bei den Senatoren für Bau, Umwelt und Verkehr Jens Eckhoff (CDU) und Ronald-Mike Neumeyer (CDU) als Nachfolgerin von Fritz Logemann. Ihr folgten Cornelia Ziehm und wenige Monate später Wolfgang Golasowski in diesem Amt.
Ihre 2009 erfolgte Bewerbung für das Amt einer Bürgerschaftsdirektorin der Bremischen Bürgerschaft war trotz Klagen vor den Verwaltungsgerichten erfolglos.
Kramer ist verheiratet und hat drei Töchter.

## Mitgliedschaften
- Sie war seit 1972 Mitglied in der CDU.
- Sie war Mitglied im Aufsichtsrat von Gesundheit Nord.

## Werke
- Hermann Lütkes, Wolfgang Ferner, Christine Kramer: Straßenverkehrsrecht, Loseblattwerk, Neuwied, Nomos Verlag, 2006, ISBN 3-472-00161-5.